# دان‌خوری پرنده

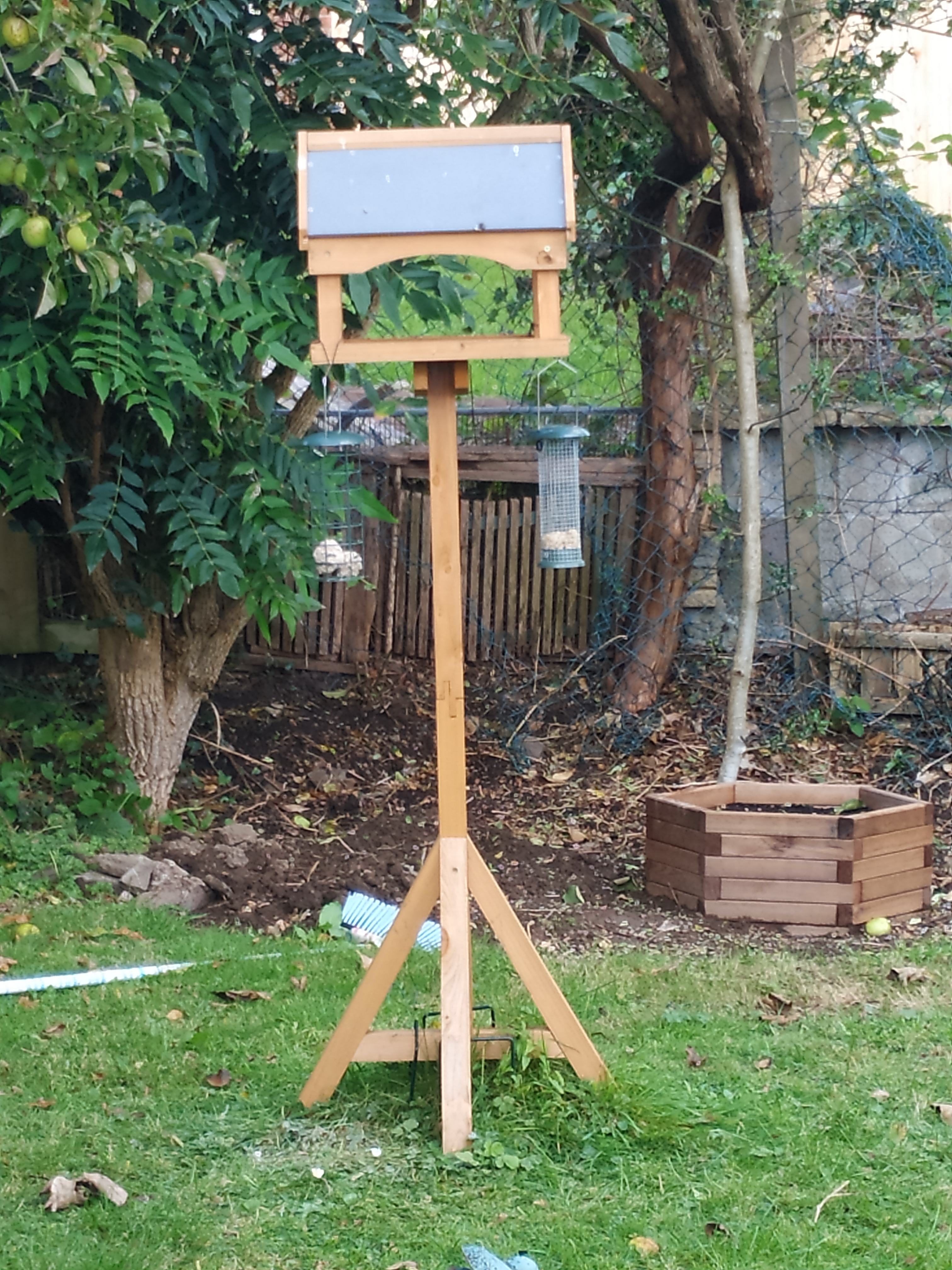
دان‌خوری پرنده در یک باغ

دان‌خوری پرنده (bird feeder)، میز غذای پرنده (bird table)، یا سینی خوراکی (tray feeder)، ابزارهایی هستند که در فضای باز برای تأمین خوراک پرندگان (تغذیه پرندگان) قرار می‌گیرند. موفقیت یک دان‌خوری پرنده در جذب پرندگان به محل قرارگیری آن و انواع غذاهای ارائه شده بستگی دارد، زیرا گونه‌های مختلف ترجیح متفاوتی دارند.
بیشتر دان‌خوری‌های پرندگان دانه یا غذای پرندگان مانند ارزن، آفتابگردان (روغنی و آجیلی)، گلرنگ، دانه نایجر و دانه کلزا را برای پرندگان دانه‌خوار فراهم می‌کنند.
دان‌خوری پرنده، اغلب برای پرنده‌نگری استفاده می‌شود و بسیاری از مردم وب‌بینها را بر روی دان‌خوری‌هایی که پرندگان اغلب در آنجا جمع می‌شوند، آموزش دیده نگه می‌دارند و برخی حتی در نزدیکی دان‌خوری پرنده زندگی می‌کنند.

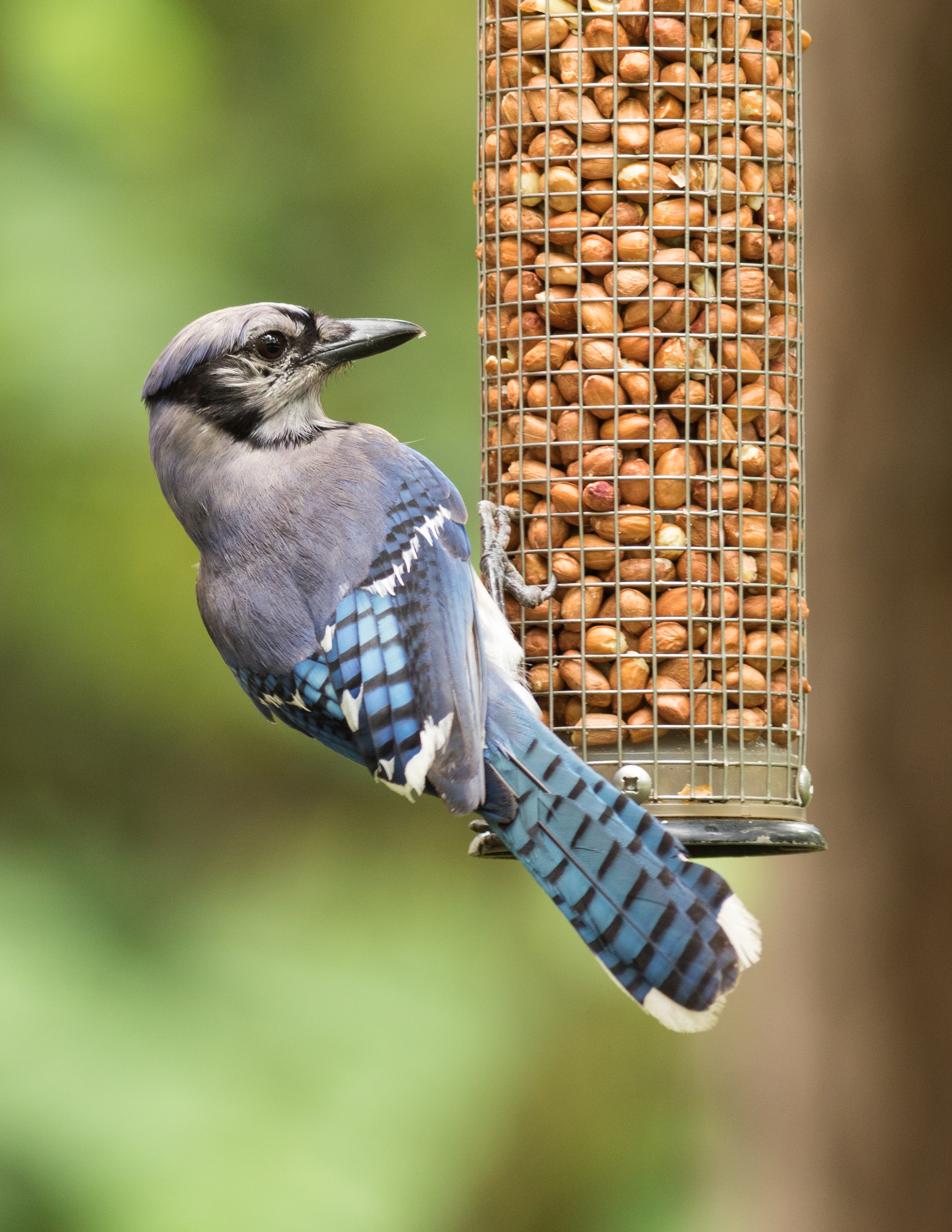
جیجاق آبی در حال خوردن از دان‌خوری

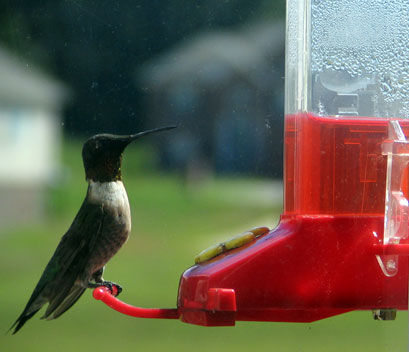
یک دان‌خوری مرغ مگس با شهد قرمز